# پانهارد ۲۴
پانهارد ۲۴ (Panhard ۲۴) خودرویی است که در سال‌های ۱۹۶۴ تا ۱۹۶۷ تولید شده‌است. طراحی آن موتور جلو و خودرو محور جلو بوده است. سامانه جعبه‌دندهٔ آن ۴ دنده به صورت دستی است.